# ユーリ (映画)
『ユーリ ЮЛИИ』は、1996年7月6日に公開された日本映画。

## 概要
『東京ラブストーリー』『Mother』『わたしたちの教科書』などで知られる脚本家、坂元裕二の監督デビュー作。DVD化はされておらず、VHSでのみリリースされている。

## あらすじ
ある冷夏の年。七美（坂井真紀）はボーイフレンドの野々村（永瀬正敏）を誤って殺してしまう。死体を白い冷蔵庫に詰め、イラン人青年アミール（オミッド・モラディ）と運んでいたところに、雅之（いしだ壱成）と偶然出会う。冷蔵庫をユーリと呼ぶ七美に惹かれた雅之は、3人で一緒に冷蔵庫を海に捨てるためのシュールな旅に出る。

## スタッフ
- 監督・原案・脚本：坂元裕二
- 助監督：日垣一博
- 監督補：青山真治
- 編集：掛須秀一
- 音楽：藤原ヒロシ
- 撮影：小倉和彦
- 製作：ポニーキャニオン

## キャスト
- 雅之：いしだ壱成
- 七美：坂井真紀
- 野々村：永瀬正敏
- アミール：オミッド・モラディ
- 葉子：森口瑤子
- 茜：辻香緒里
- TVの中の少年：黒田勇樹
- ガソリンスタンド店員：江口洋介